# Памятные монеты Молдовы
Памятные и юбилейные монеты выпускаются Национальным банком Молдовы из драгоценных (золото — номиналами 100 и 200 леев и серебро — номиналами 10, 20, 50 и 100 леев) и недрагоценных металлов (латунь с никелевым покрытием — номиналом 10 леев). Первыми, в 1996 году, были выпущены монеты, посвящённые 5-летию независимости Молдавии и первому участию молдавских спортсменов в Олимпийских играх.
Выпускаемые монеты отличаются консервативным оформлением, в частности, практически одинаковым дизайном аверса, на котором изображены герб и название государства, номинал и год выпуска, и незначительными тиражами, не превышающими, как правило, 2 тысяч экземпляров. Все монеты чеканятся в качестве proof.
Бо́льшая часть памятных и юбилейных монет посвящена различным историческим и культурным деятелям, а также достопримечательностям Молдовы. НБМ по состоянию на 2015 год не участвовал в международных монетных программах и не выпускал инвестиционных монет.
В связи с отсутствием в стране собственного монетного двора, все монеты чеканятся за рубежом: в 1996 году — на Королевском монетном дворе Великобритании, в 2000—2009 годах — на Чешском монетном дворе.

## Статистика
По состоянию на май 2018 года было выпущено 135 разновидностей монет, в том числе 2 из латуни с никелевым покрытием, 57 из серебра 925 пробы, 61 из серебра 999 пробы и 15 из золота 999 пробы.
| Сводная таблица выпуска монет по годам и материалу | Сводная таблица выпуска монет по годам и материалу | Сводная таблица выпуска монет по годам и материалу | Сводная таблица выпуска монет по годам и материалу | Сводная таблица выпуска монет по годам и материалу | Сводная таблица выпуска монет по годам и материалу | Сводная таблица выпуска монет по годам и материалу | Сводная таблица выпуска монет по годам и материалу | Сводная таблица выпуска монет по годам и материалу | Сводная таблица выпуска монет по годам и материалу | Сводная таблица выпуска монет по годам и материалу | Сводная таблица выпуска монет по годам и материалу | Сводная таблица выпуска монет по годам и материалу | Сводная таблица выпуска монет по годам и материалу | Сводная таблица выпуска монет по годам и материалу | Сводная таблица выпуска монет по годам и материалу | Сводная таблица выпуска монет по годам и материалу | Сводная таблица выпуска монет по годам и материалу | Сводная таблица выпуска монет по годам и материалу | Сводная таблица выпуска монет по годам и материалу |
|                                                    | 1996                                               | 2000                                               | 2001                                               | 2003                                               | 2004                                               | 2005                                               | 2006                                               | 2007                                               | 2008                                               | 2009                                               | 2010                                               | 2011                                               | 2012                                               | 2013                                               | 2014                                               | 2015                                               | 2016                                               | 2017                                               | Всего                                              |
| -------------------------------------------------- | -------------------------------------------------- | -------------------------------------------------- | -------------------------------------------------- | -------------------------------------------------- | -------------------------------------------------- | -------------------------------------------------- | -------------------------------------------------- | -------------------------------------------------- | -------------------------------------------------- | -------------------------------------------------- | -------------------------------------------------- | -------------------------------------------------- | -------------------------------------------------- | -------------------------------------------------- | -------------------------------------------------- | -------------------------------------------------- | -------------------------------------------------- | -------------------------------------------------- | -------------------------------------------------- |
| Латунь / никель                                    |                                                    |                                                    |                                                    | 1                                                  |                                                    | 1                                                  |                                                    |                                                    |                                                    |                                                    |                                                    |                                                    |                                                    |                                                    |                                                    |                                                    |                                                    |                                                    | 2                                                  |
| Серебро-925                                        | 2                                                  | 24                                                 | 5                                                  | 4                                                  | 2                                                  | 3                                                  | 4                                                  | 4                                                  | 4                                                  | 5                                                  |                                                    |                                                    |                                                    |                                                    |                                                    |                                                    |                                                    |                                                    | 57                                                 |
| Серебро-999                                        |                                                    |                                                    |                                                    |                                                    |                                                    |                                                    |                                                    |                                                    |                                                    |                                                    | 7                                                  | 7                                                  | 11                                                 | 12                                                 | 8                                                  | 7                                                  | 6                                                  | 3                                                  | 61                                                 |
| Золото-999                                         |                                                    |                                                    |                                                    |                                                    | 1                                                  |                                                    |                                                    |                                                    | 1                                                  | 1                                                  | 2                                                  | 1                                                  | 2                                                  | 2                                                  | 1                                                  | 1                                                  | 1                                                  | 2                                                  | 15                                                 |
| Всего                                              | 2                                                  | 24                                                 | 5                                                  | 5                                                  | 3                                                  | 4                                                  | 4                                                  | 4                                                  | 5                                                  | 6                                                  | 9                                                  | 8                                                  | 13                                                 | 13                                                 | 10                                                 | 8                                                  | 7                                                  | 5                                                  | 135                                                |

## Монеты из недрагоценных металлов
Монеты отчеканены из латуни с никелевым покрытием.
| 2003 | | Праздник вина                                    |
| 2003 | Аверс: номинал, герб и название государства, год выпуска. Реверс: изображение гроздей винограда с листьями, сосуда для вина и чаши, надпись на рум. SĂRBĂTOAREA VINULUI. Гурт: гладкий. Номинал: 10 леев. Масса: 25,00 г. Диаметр: 30,00 мм. Тираж: 3000 шт.                                        |                                                  |
| 2005 | | Чемпионат Европы по шахматам среди женщин — 2005 |
| 2005 | Аверс: номинал, герб и название государства, год выпуска. Реверс: изображение шахматной доски с двумя фигурами, силуэт карты Молдавии, надписи на рум. CHIȘINĂU-2005 и рум. CAMPIONATUL EUROPEAN FEMININ LA ȘAH. Гурт: гладкий. Номинал: 10 леев. Масса: 25,00 г. Диаметр: 30,00 мм. Тираж: 500 шт. |                                                  |

## Монеты из серебра

### Серия «Монастыри Молдавии»
На аверсе монет — герб и название государства, номинал и год выпуска. На реверсе — вид на соответствующий монастырь и его название на румынском.
Все монеты имеют номинал 50 леев, массу 16,5 г и диаметр 30 мм.
Монеты 2000 года чеканились из серебра 925 пробы тиражом по 1000 экземпляров каждая и имели гладкий гурт, а в 2012—2013 годах — из серебра 999 пробы по 2000 экземпляров каждая, с рубчатым гуртом.
| 2000 |  | Варзарештский монастырь рум. MĂNĂSTIREA VĂRZĂREȘTI  |      | 2000 |                                                  | Рэчульский монастырь рум. MĂNĂSTIREA RĂCIULA |
| 2000 |  | Гербовецкий монастырь рум. MĂNĂSTIREA HÎRBOVĂȚ      |      | 2000 | Рудьский монастырь рум. MĂNĂSTIREA RUDI          |                                              |
| 2000 |  | Гиржавский монастырь рум. MĂNĂSTIREA HÎRJAUCA       |      | 2000 | Сахарнянский монастырь рум. MĂNĂSTIREA SAHARNA   |                                              |
| 2000 |  | Добрушский монастырь рум. MĂNĂSTIREA DOBRUȘA        |      | 2000 | Сурученский монастырь рум. MĂNĂSTIREA SURUCENI   |                                              |
| 2000 |  | Жабский монастырь рум. MĂNĂSTIREA JAPCA             |      | 2000 | Таборский монастырь рум. MĂNĂSTIREA TABĂRA       |                                              |
| 2000 |  | Каларашовский монастырь рум. MĂNĂSTIREA CĂLĂRĂȘĂUCA |      | 2000 | Фрумоасский монастырь рум. MĂNĂSTIREA FRUMOASA   |                                              |
| 2000 |  | Каприянский монастырь рум. MĂNĂSTIREA CĂPRIANA      |      | 2000 | Хировский монастырь рум. MĂNĂSTIREA HIROVA       |                                              |
| 2000 |  | Кондрицкий монастырь рум. MĂNĂSTIREA CONDRIȚA       |      | 2000 | Хынковский монастырь рум. MĂNĂSTIREA HÎNCU       |                                              |
| 2000 |  | Курковский монастырь рум. MĂNĂSTIREA CURCHI         |      | 2000 | Цыганештский монастырь рум. MĂNĂSTIREA ȚIGĂNEȘTI |                                              |
| 2000 |  | Кушеловский монастырь рум. MĂNĂSTIREA CUȘILĂUCA     | 2012 |      | Бутучанский монастырь рум. MĂNĂSTIREA BUTUCENI   |                                              |
| 2000 |  | Ново-Нямецкий монастырь рум. MĂNĂSTIREA NOUL NEAMȚ  | 2013 |      | Цыповский монастырь рум. MĂNĂSTIREA ȚIPOVA       |                                              |

### Серия «Красная книга»
На аверсе монет серии изображены номинал, герб и название государства, год выпуска; на реверсе по центру — животное или растение, включённое в Красную книгу Молдавии, во внешнем кольце — его название на латыни и на румынском языке, а также название серии (рум. CARTEA ROȘIE), надписи разделены точками.
В 2001—2008 годах в рамках серии чеканились монеты номиналом 10 леев из серебра 925 пробы, которые имели массу 13,5 г, диаметр 24,5 мм и гладкий гурт.
Начиная с 2011 года выпускаются монеты номиналом 50 леев из серебра 999 пробы, которые имеют массу 16,5 г, диаметр 30 мм и рубчатый гурт.
| 2001 |  | Лесной кот лат. FELIS SILVESTRIS рум. PISICĂ SĂLBATICĂ Тираж: 1000 шт.           |      | 2011 |                                                                                                   | Обыкновенная колпица лат. PLATALEA LEUCORODIA рум. LOPĂTAR Тираж: 500 шт. |
| 2001 |  | Зелёный дятел лат. PICUS VIRIDIS рум. CIOCĂNITOARE VERDE Тираж: 1000 шт.         | 2012 |      | Выдра лат. LUTRA LUTRA рум. VIDRA Тираж: 1000 шт.                                                 |                                                                           |
| 2003 |  | Европейская норка лат. MUSTELA LUTREOLA рум. NURCĂ EUROPEANĂ Тираж: 500 шт.      | 2012 |      | Башмачок настоящий лат. CYPRIPEDIUM CALCEOLUS рум. PAPUCUL-DOAMNEI Тираж: 1000 шт.                |                                                                           |
| 2003 |  | Чёрный аист лат. CICONIA NIGRA рум. COCOSTÎRC NEGRU Тираж: 500 шт.               | 2013 |      | Лебедь-шипун лат. CYGNUS OLOR рум. LEBĂDA CUCUIATĂ Тираж: 2000 шт.                                |                                                                           |
| 2004 |  | Лесная куница лат. MARTES MARTES рум. JDER-DE-PĂDURE Тираж: 500 шт.              | 2013 |      | Стрелка южная лат. COENAGRION MERCURIALE рум. LIBELULA MERCURIU Тираж: 2000 шт.                   |                                                                           |
| 2005 |  | Могильник лат. AQUILA HELIACA рум. ACVILĂ IMPERIALĂ Тираж: 500 шт.               | 2014 |      | Каравайка лат. PLEGADIS FALCINELLUS рум. ȚIGĂNUȘUL Тираж: 500 шт.                                 |                                                                           |
| 2006 |  | Дрофа лат. OTIS TARDA рум. DROPIE Тираж: 500 шт.                                 | 2014 |      | Пион иноземный лат. PAEONIA PEREGRINA рум. BUJORUL-DE-PĂDURE Тираж: 500 шт.                       |                                                                           |
| 2007 |  | Европейский суслик лат. SPERMOPHILUS CITELLUS рум. POPÂNDĂU COMUN Тираж: 500 шт. | 2015 |      | Европейская болотная черепаха лат. EMYS ORBICULARIS рум. BROASCA-ȚESTOASĂ-DE-BALTĂ Тираж: 500 шт. |                                                                           |
| 2008 |  | Кувшинка белая лат. NYMPHAEA ALBA рум. NUFĂR ALB Тираж: 500 шт.                  | 2016 |      | Краснозобая казарка лат. Branta ruficollis рум. Gâsca-cu-gât-roșu Тираж: 250 шт.                  |                                                                           |

### Серия «Праздники, культура, традиции Молдавии»
На аверсе монет — герб и название государства, номинал и год выпуска. Все монеты имеют номинал 50 леев, массу 16,5 г и диаметр 30 мм.
| 2007 | | Гончарное дело                               |
| 2007 | Реверс: сцена создания сосуда на гончарном круге, надпись на рум. TRADIȚIA POPULARĂ — OLĂRITUL. Гурт: гладкий. Материал: серебро-925. Тираж: 500 шт.                                 |                                              |
| 2008 | | Бондарство                                   |
| 2008 | Реверс: бондарь, изготовляющий бочку, надпись на рум. BUTNĂRITUL. Гурт: гладкий. Материал: серебро-925. Тираж: 500 шт.                                                               |                                              |
| 2009 | | Ткачество                                    |
| 2009 | Реверс: женщина за ткацким станком, надпись на рум. TRADIȚIA POPULARĂ — ȚESUTUL. Гурт: гладкий. Материал: серебро-925. Тираж: 500 шт.                                                |                                              |
| 2010 | | Традиционные музыкальные инструменты         |
| 2010 | Реверс: инструменты: скрипка, чимпой, най и флуер, надпись на рум. INSTRUMENTE MUZICALE TRADIȚIONALE. Гурт: рубчатый. Материал: серебро-999. Тираж: 500 шт.                          |                                              |
| 2011 | | Колядование                                  |
| 2011 | Реверс: группа колядующих, надпись на рум. COLINDUL. Гурт: рубчатый. Материал: серебро-999. Тираж: 1000 шт.                                                                          |                                              |
| 2012 | | 160 лет со дня опубликования баллады Миорица |
| 2012 | Реверс: овечка и играющий на флейте пастух на фоне стилизованного изображения гор и Солнца, название баллады на рум. MIORIȚA. Гурт: рубчатый. Материал: серебро-999. Тираж: 2000 шт. |                                              |
| 2012 | | Сынзиенеле                                   |
| 2012 | Реверс: девушка с венком из колосьев пшеницы, название праздника на рум. SÂNZIENELE. Гурт: рубчатый. Материал: серебро-999. Тираж: 2000 шт.                                          |                                              |
| 2013 | | Плугушор                                     |
| 2013 | Реверс: группа колядующих с плугом, название праздника на рум. PLUGUȘORUL. Гурт: рубчатый. Материал: серебро-999. Тираж: 2000 шт.                                                    |                                              |
| 2014 | | Мэрцишор                                     |
| 2014 | Реверс: изображение мэрцишора — символа весны, название праздника на рум. MĂRȚIȘORUL и по 6 изображений снежинок и Солнца. Гурт: рубчатый. Материал: серебро-999. Тираж: 1000 шт.    |                                              |
| 2016 | | Хора                                         |
| 2016 | Реверс: группа танцоров, название танца на рум. HORA. Гурт: рубчатый. Материал: серебро-999. Тираж: 250 шт.                                                                          |                                              |

### Серия «Аллея Классиковв парке Стефана Великого г. Кишинёва»
На аверсе монет серии изображены номинал, герб и название государства, год выпуска; на реверсе — портрет деятеля культуры, его имя на румынском языке и годы жизни.
Монеты номиналом 50 леев, изготовлены из серебра 999 пробы, имеют массу 13 г, диаметр 28 мм и рубчатый гурт. С аналогичным дизайном также чеканятся золотые монеты номиналом 100 леев.
| 2010 |  | Григоре Виеру рум. GRIGORE VIERU (1935—2009) Тираж: 500 шт.            |      | 2014 |                                                                        | Николай Спафарий рум. NICOLAE MILESCU-SPĂTARUL (1636—1708) Тираж: 500 шт. |
| 2011 |  | Богдан Хашдеу рум. BOGDAN PETRICEICU HASDEU (1838—1907) Тираж: 500 шт. | 2015 |      | Константин Стере рум. CONSTANTIN STERE (1865—1936) Тираж: 500 шт.      |                                                                           |
| 2012 |  | Ион Крянгэ рум. ION CREANGĂ (1837—1889) Тираж: 2000 шт.                | 2017 |      | Михаил Когэлничану рум. MIHAIL KOGĂLNICEANU (1817—1891) Тираж: 100 шт. |                                                                           |
| 2013 |  | Адриан Пэунеску рум. ADRIAN PĂUNESCU (1943—2010) Тираж: 1000 шт.       | 2017 |      | Алексей Матеевич рум. ALEXEI MATEEVICI (1888—1917) Тираж: 100 шт.      |                                                                           |

### Монеты, посвящённые спорту
| 1996 | | Первое участие в Олимпийских играх    |
| 1996 | Аверс: герб и название государства. Реверс: Николай Журавский и Виктор Ренейский в каноэ, номинал, надпись на рум. 19 ATLANTA 96 PRIMA PARTICIPARE. Гурт: гладкий. Номинал: 100 леев. Материал: серебро-925. Масса: 38,61 г. Диаметр: 28,28 мм. Тираж: до 20 000 шт.                                 |                                       |
| 2010 | | 100 лет молдавскому футболу           |
| 2010 | Аверс: номинал, герб и название государства, год выпуска. Реверс: футболист с мячом, надпись на рум. FOTBALUL MOLDOVENESC 100 ANI. Гурт: рубчатый. Номинал: 50 леев. Материал: серебро-999. Масса: 16,5 г. Диаметр: 30 мм. Тираж: 1000 шт.                                                           |                                       |
| 2012 | | XXX летние Олимпийские игры в Лондоне |
| 2012 | Аверс: номинал, герб и название государства, год выпуска. Реверс: бегун на финише, олимпийский девиз на лат. CITIUS ALTIUS FORTIUS, надпись на рум. JOCURILE OLIMPICE DE VARĂ LONDRA — 2012. Гурт: рубчатый. Номинал: 50 леев. Материал: серебро-999. Масса: 16,5 г. Диаметр: 30 мм. Тираж: 1000 шт. |                                       |

### Монеты, посвящённые достопримечательностям
| 2008 | | Дуб Стефана Великого                                                         |
| 2008 | Аверс: номинал, герб и название государства, год выпуска. Реверс: изображение дуба, надпись на рум. STEJARUL LUI ȘTEFAN CEL MARE. Гурт: гладкий. Номинал: 50 леев. Материал: серебро-925. Масса: 16,5 г. Диаметр: 30 мм. Тираж: 500 шт. |                                                                              |
| 2009 | | Успенская церковь г. Кэушень                                                 |
| 2009 | Аверс: номинал, герб и название государства, год выпуска. Реверс: изображение церкви, век основания, надпись на рум. ВISERICA „ADORMIREA MAICII DOMNULUI” DIN CĂUȘENI. Гурт: гладкий. Номинал: 20 леев. Материал: серебро-925. Масса: 8 г. Диаметр: 22 мм. Тираж: 1000 шт.                                                                     |                                                                              |
| 2009 | | Дуга Струве                                                                  |
| 2009 | Аверс: номинал, герб и название государства, год выпуска. Реверс: изображение карты Молдавии с отмеченными точками дуги Струве, координаты и название единственного сохранившегося пункта — Рудь, надпись на рум. ARCUL GEODEZIC STRUVE. Гурт: гладкий. Номинал: 50 леев. Материал: серебро-925. Масса: 16,5 г. Диаметр: 30 мм. Тираж: 500 шт. |                                                                              |
| 2010 | | Благовещенская церковь                                                       |
| 2010 | Аверс: номинал, герб и название государства, год выпуска. Реверс: изображение церкви, годы (1810—2010), надписи на рум. BISERICA BUNA VESTIRE и рум. CHIȘINĂU. Гурт: гладкий. Номинал: 50 леев. Материал: серебро-999. Масса: 16,5 г. Диаметр: 30 мм. Тираж: 500 шт.                                                                           |                                                                              |
| 2010 | | Старый Орхей                                                                 |
| 2010 | Аверс: номинал, герб и название государства, год выпуска. Реверс: вид на историко-археологический комплекс, надпись на рум. REZERVAȚIA CULTURAL-NATURALĂ ORHEIUL VECHI. Гурт: рубчатый. Номинал: 50 леев. Материал: серебро-999. Масса: 16,5 г. Диаметр: 30 мм. Тираж: 500 шт.                                                                 |                                                                              |
| 2012 | | Мазаракиевская церковь                                                       |
| 2012 | Аверс: номинал, герб и название государства, год выпуска. Реверс: изображение церкви, век основания, надпись на рум. ISERICA MĂZĂRACHE DIN CHIȘINĂU. Гурт: рубчатый. Номинал: 50 леев. Материал: серебро-999. Масса: 16,5 г. Диаметр: 30 мм. Тираж: 1000 шт.                                                                                   |                                                                              |
| 2012 | | Сорокская крепость                                                           |
| 2012 | Аверс: номинал, герб и название государства, год выпуска. Реверс: изображение Сорокской крепости и её название на рум. CETATEA SOROCA. Гурт: рубчатый. Номинал: 50 леев. Материал: серебро-999. Масса: 16,5 г. Диаметр: 30 мм. Тираж: 2000 шт.                                                                                                 |                                                                              |
| 2014 | | Свеча Признательности                                                        |
| 2014 | Аверс: номинал, герб и название государства, год выпуска. Реверс: изображение Свечи Признательности в Сорокском районе и её название на рум. LUMÎNAREA RECUNOȘTINȚEI. Гурт: рубчатый. Номинал: 50 леев. Материал: серебро-999. Масса: 13 г. Диаметр: 28 мм. Тираж: 1000 шт.                                                                    |                                                                              |
| 2015 | | Церковь Успения Пресвятой Богородицы (Кишинёв)                               |
| 2015 | Аверс: номинал, герб и название государства, год выпуска. Реверс: изображение церкви и её название на рум. BISERICA DE LEMN • ADORMIREA MAICII DOMNULUI •. Гурт: рубчатый. Номинал: 50 леев. Материал: серебро-999. Масса: 16,5 г. Диаметр: 30 мм. Тираж: 500 шт.                                                                              |                                                                              |
| 2015 | | Усадьба Поммера                                                              |
| 2015 | Аверс: номинал, герб и название государства, год выпуска. Реверс: изображение усадьбы, окружённой растительностью, и её название на рум. CONACUL POMMER, внизу — надпись на рум. CONACE BOIEREȘTI. Гурт: рубчатый. Номинал: 50 леев. Материал: серебро-999. Масса: 16,5 г. Диаметр: 30 мм. Тираж: 500 шт.                                      |                                                                              |
| 2016 | | 180 лет со дня возведения Кафедрального Собора Рождества Христова в Кишинёве |
| 2016 | Аверс: номинал, герб и название государства, год выпуска. Реверс: изображение собора, надпись на рум. 180 DE ANI CATEDRALA „NAȘTEREA DOMNULUI” DIN CHIȘINĂU. Гурт: рубчатый. Номинал: 50 леев. Материал: серебро-999. Масса: 16,5 г. Диаметр: 30 мм. Тираж: 250 шт.                                                                            |                                                                              |

### Другие серебряные монеты, 1996—2000 год
| 1996 | | 5 лет независимости                                       |
| 1996 | Аверс: герб и название государства. Реверс: аист с виноградной гроздью на фоне лучей Солнца, номинал, год выпуска, надпись на рум. PROCLAMAREA INDEPENDENȚEI 1991. Гурт: рубчатый. Номинал: 100 леев. Материал: серебро-925. Масса: 38,61 г. Диаметр: 28,28 мм. Тираж: 1000 шт.            |                                                           |
| 2000 | | 525 лет со дня победы в битве при Васлуе                  |
| 2000 | Аверс: номинал, герб и название государства, год выпуска. Реверс: сцена битвы с изображением Стефана Великого на коне и воинов, надпись на рум. BĂTĂLIA DE LA VASLUI 1475 525 ani. Гурт: гладкий. Номинал: 100 леев. Материал: серебро-925. Масса: 31,1 г. Диаметр: 37 мм. Тираж: 1000 шт. |                                                           |
| 2000 | | 600 лет со дня вступления на престол Александра I Доброго |
| 2000 | Аверс: номинал, герб и название государства, год выпуска. Реверс: портрет монарха, его годы правления и имя на рум. ALEXANDRU CEL BUN, герб Молдавии XV века. Гурт: гладкий. Номинал: 100 леев. Материал: серебро-925. Масса: 31,1 г. Диаметр: 37 мм. Тираж: 1000 шт.                      |                                                           |
| 2000 | | 100 лет со дня рождения Штефана Няги                      |
| 2000 | Аверс: номинал, герб и название государства, год выпуска. Реверс: лира, нотный стан с нотами, портрет композитора, его годы жизни и имя на рум. ȘTEFAN NEAGA. Гурт: гладкий. Номинал: 100 леев. Материал: серебро-925. Масса: 31,1 г. Диаметр: 37 мм. Тираж: 1000 шт.                      |                                                           |
| 2000 | | 150 лет со дня рождения Михая Эминеску                    |
| 2000 | Аверс: номинал, герб и название государства, год выпуска. Реверс: изображение чернильницы с пером и книги, портрет, годы жизни, подпись и имя поэта на рум. MIHAI EMINESCU. Гурт: гладкий. Номинал: 100 леев. Материал: серебро-925. Масса: 31,1 г. Диаметр: 37 мм. Тираж: 1000 шт.        |                                                           |

### Другие серебряные монеты, 2001—2005 год
| 2001 | | 10 лет независимости                         |
| 2001 | Аверс: номинал, герб и название государства, год выпуска. Реверс: Святые Врата с государственным флагом, ветки лавра, надпись на рум. PROCLAMAREA INDEPENDENȚEI 10 ANI. Гурт: гладкий. Номинал: 100 леев. Материал: серебро-925. Масса: 31,1 г. Диаметр: 37 мм. Тираж: 1000 шт.                        |                                              |
| 2001 | | 125 лет со дня рождения Константина Бранкузи |
| 2001 | Аверс: номинал, герб и название государства, год выпуска. Реверс: работы скульптора «Ворота поцелуя» и «Стол молчания», его портрет, годы жизни и имя на рум. CONSTANTIN BRÂNCUȘI. Гурт: гладкий. Номинал: 50 леев. Материал: серебро-925. Масса: 16,5 г. Диаметр: 30 мм. Тираж: 1000 шт.              |                                              |
| 2001 | | 180 лет со дня рождения Василе Александри    |
| 2001 | Аверс: номинал, герб и название государства, год выпуска. Реверс: пейзаж, книга с пером, портрет писателя, его годы жизни и имя на рум. VASILE ALECSANDRI. Гурт: гладкий. Номинал: 50 леев. Материал: серебро-925. Масса: 16,5 г. Диаметр: 30 мм. Тираж: 1000 шт.                                      |                                              |
| 2003 | | 370 лет со дня рождения Мирона Костина       |
| 2003 | Аверс: номинал, герб и название государства, год выпуска. Реверс: книги, свёрток бумаги, чернильница с пером, портрет летописца, его годы жизни и имя на рум. MIRON COSTIN. Гурт: гладкий. Номинал: 50 леев. Материал: серебро-925. Масса: 16,5 г. Диаметр: 30 мм. Тираж: 500 шт.                      |                                              |
| 2003 | | 330 лет со дня рождения Дмитрия Кантемира    |
| 2003 | Аверс: номинал, герб и название государства, год выпуска. Реверс: перо и лист бумаги с надписью на лат. Descriptio Moldaviae, портрет Кантемира, его годы жизни и имя на рум. DIMITRIE CANTEMIR. Гурт: гладкий. Номинал: 50 леев. Материал: серебро-925. Масса: 16,5 г. Диаметр: 30 мм. Тираж: 500 шт. |                                              |
| 2004 | | 380 лет со дня рождения митрополита Дософтея |
| 2004 | Аверс: номинал, герб и название государства, год выпуска. Реверс: портрет митрополита, его годы жизни и имя на рум. MITROPOLITUL DOSOFTEI. Гурт: гладкий. Номинал: 50 леев. Материал: серебро-925. Масса: 16,5 г. Диаметр: 30 мм. Тираж: 500 шт.                                                       |                                              |
| 2005 | | 415 лет со дня рождения Григоре Уреке        |
| 2005 | Аверс: номинал, герб и название государства, год выпуска. Реверс: перо и лист бумаги с надписью на рум. Letopisețul Țării Moldovei, портрет Уреке, его годы жизни и имя на рум. GRIGORE URECHE. Гурт: гладкий. Номинал: 50 леев. Материал: серебро-925. Масса: 16,5 г. Диаметр: 30 мм. Тираж: 500 шт.  |                                              |
| 2005 | | Буребиста                                    |
| 2005 | Аверс: номинал, герб и название государства, год выпуска. Реверс: портрет Буребисты на фоне эпизода битвы гето-даков с римлянами, надпись на рум. BUREBISTA REGELE DACILOR. Гурт: гладкий. Номинал: 100 леев. Материал: серебро-925. Масса: 31,1 г. Диаметр: 37 мм. Тираж: 500 шт.                     |                                              |

### Другие серебряные монеты, 2006—2009 год
| 2006 | | 15 лет Национальному банку Молдовы                   |
| 2006 | Аверс: номинал, герб и название государства, год выпуска. Реверс: здание НБМ, окружённое изображениями памятных и циркуляционных монет, ветви дуба, надпись на рум. BANCA NAȚIONALĂ A MOLDOVEI 15 ANI. Гурт: гладкий. Номинал: 100 леев. Материал: серебро-925. Масса: 31,1 г. Диаметр: 37 мм. Тираж: 500 шт.                                       |                                                      |
| 2006 | | 200 лет со дня рождения Александру Донича            |
| 2006 | Аверс: номинал, герб и название государства, год выпуска. Реверс: сцена из басни, портрет, годы жизни и имя писателя на рум. ALEXANDRU DONICI. Гурт: гладкий. Номинал: 50 леев. Материал: серебро-925. Масса: 16,5 г. Диаметр: 30 мм. Тираж: 500 шт.                                                                                                |                                                      |
| 2006 | | 15 лет независимости                                 |
| 2006 | Аверс: номинал, герб и название государства, год выпуска. Реверс: карта Молдавии с изображениями различных национальных символов, 25 звёзд, ветви дуба, надписи на рум. PROCLAMAREA INDEPENDENȚEI 1991—2006 и рум. DIN EUROPA — SPRE EUROPA. Гурт: гладкий. Номинал: 100 леев. Материал: серебро-925. Масса: 31,1 г. Диаметр: 37 мм. Тираж: 500 шт. |                                                      |
| 2007 | | 480 лет со дня вступления на престол Петра IV Рареша |
| 2007 | Аверс: номинал, герб и название государства, год выпуска. Реверс: Сорокская крепость, портрет, годы правления и имя монарха на рум. PETRU RAREȘ. Гурт: гладкий. Номинал: 100 леев. Материал: серебро-925. Масса: 31,1 г. Диаметр: 37 мм. Тираж: 500 шт.                                                                                             |                                                      |
| 2007 | | 350 лет со дня смерти митрополита Варлаама           |
| 2007 | Аверс: номинал, герб и название государства, год выпуска. Реверс: портрет Варлаама, годы (1657—2007) и его имя на рум. MITROPOLITUL VARLAAM. Гурт: гладкий. Номинал: 50 леев. Материал: серебро-925. Масса: 16,5 г. Диаметр: 30 мм. Тираж: 500 шт.                                                                                                  |                                                      |
| 2008 | | 300 лет со дня рождения Антиоха Кантемира            |
| 2008 | Аверс: номинал, герб и название государства, год выпуска. Реверс: портрет Кантемира, его годы жизни и имя на рум. ANTIOH CANTEMIR. Гурт: гладкий. Номинал: 100 леев. Материал: серебро-925. Масса: 31,1 г. Диаметр: 37 мм. Тираж: 1000 шт. |                                                      |
| 2009 | | Молдавские летописцы XV—XVIII вв.                    |
| 2009 | Аверс: номинал, герб и название государства, год выпуска. Реверс: изображение средневекового летописца, сидящего на стуле, надпись на рум. LETOPISEȚELE MOLDOVENEȘTI secolele XV-XVIII. Гурт: рубчатый. Номинал: 100 леев. Материал: серебро-925. Масса: 22,5 г. Диаметр: 34 мм. Тираж: 1000 шт.                                                    |                                                      |
| 2009 | | Уложение Василия Лупу                                |
| 2009 | Аверс: номинал, герб и название государства, год выпуска. Реверс: герб Молдавии из Уложения над раскрытой книгой, надпись на рум. PRAVILA LUI VASILE LUPU — PRIMUL COD DE LEGI AL ȚĂRII MOLDOVEI. Гурт: рубчатый. Номинал: 50 леев. Материал: серебро-925. Масса: 14,5 г. Диаметр: 28 мм. Тираж: 1000 шт.                                           |                                                      |

### Другие серебряные монеты, 2010—2012 год
| 2010 | | Дойна и Ион Алдя-Теодорович                               |
| 2010 | Аверс: номинал, герб и название государства, год выпуска. Реверс: портрет супругов, надпись на рум. DOINA ȘI ION ALDEA-TEODOROVICI DOUĂ INIMI GEMENE. Гурт: рубчатый. Номинал: 50 леев. Материал: серебро-999. Масса: 13 г. Диаметр: 28 мм. Тираж: 500 шт.                                                            |                                                           |
| 2010 | | 100 лет со дня рождения Марии Чеботарь                    |
| 2010 | Аверс: номинал, герб и название государства, год выпуска. Реверс: портрет Марии Чеботарь, её годы жизни и надпись на рум. MARIA CEBOTARI 100 ANI DE LA NAȘTERE. Гурт: рубчатый. Номинал: 50 леев. Материал: серебро-999. Масса: 13 г. Диаметр: 28 мм. Тираж: 500 шт.                                                  |                                                           |
| 2011 | | 20 лет Национальному банку Молдовы                        |
| 2011 | Аверс: номинал, герб и название государства, год выпуска. Реверс: эмблема НБМ, надпись на рум. BANCA NAȚIONALĂ A MOLDOVEI 20 ANI. Гурт: рубчатый. Номинал: 100 леев. Материал: серебро-999. Масса: 31,1 г. Диаметр: 37 мм. Тираж: 500 шт.                                                                             |                                                           |
| 2011 | | 20 лет независимости                                      |
| 2011 | Аверс: номинал, герб и название государства, год выпуска. Реверс: изображение мужчины с ребёнком на плечах, государственный флаг, надпись на рум. 20 ANI DE LA PROCLAMAREA INDEPENDENȚEI REPUBLICII MOLDOVA. Гурт: рубчатый. Номинал: 100 леев. Материал: серебро-999. Масса: 31,1 г. Диаметр: 37 мм. Тираж: 1000 шт. |                                                           |
| 2011 | | 575 лет Кишинёву                                          |
| 2011 | Аверс: номинал, герб и название государства, год выпуска. Реверс: пейзаж с изображением Мазаракиевской церкви, надпись на рум. CHIȘINĂU 575 ANI. Гурт: рубчатый. Номинал: 100 леев. Материал: серебро-999. Масса: 31,1 г. Диаметр: 37 мм. Тираж: 1000 шт.                                                             |                                                           |
| 2011 | | 180 лет со дня рождения Александра Бернардацци            |
| 2011 | Аверс: номинал, герб и название государства, год выпуска. Реверс: собор Святой Феодоры из Сихлы, портрет архитектора, его годы жизни и имя на рум. ALEXANDRU BERNARDAZZI. Гурт: рубчатый. Номинал: 50 леев. Материал: серебро-999. Масса: 13 г. Диаметр: 28 мм. Тираж: 500 шт.                                        |                                                           |
| 2012 | | 555 лет со дня вступления на престол Стефана III Великого |
| 2012 | Аверс: номинал, герб и название государства, год выпуска. Реверс: портрет Стефана III, надпись на рум. 555 de ani de la urcarea pe tron a lui Ștefan cel Mare și Sfânt. Гурт: рубчатый. Номинал: 50 леев. Материал: серебро-999. Масса: 13 г. Диаметр: 28 мм. Тираж: 2000 шт.                                         |                                                           |
| 2012 | | 100 лет со дня рождения Андрея Лупана                     |
| 2012 | Аверс: номинал, герб и название государства, год выпуска. Реверс: книга с пером, портрет писателя, его годы жизни и имя на рум. ANDREI LUPAN. Гурт: рубчатый. Номинал: 50 леев. Материал: серебро-999. Масса: 13 г. Диаметр: 28 мм. Тираж: 500 шт.                                                                    |                                                           |

### Другие серебряные монеты, 2013—2014 год
| 2013 | | Год Спиридона Вангели — Гугуцэ                                                 |
| 2013 | Аверс: номинал, герб и название государства, год выпуска. Реверс: персонаж Гугуцэ и три снежинки, его имя на рум. GUGUȚĂ и надпись на рум. ANUL SPIRIDON VANGHELI — 2013. Гурт: рубчатый. Номинал: 100 леев. Материал: серебро-999. Масса: 13 г. Диаметр: 38 мм. Тираж: 2000 шт. |                                                                                |
| 2013 | | Европейский год граждан                                                        |
| 2013 | Аверс: номинал, герб и название государства, год выпуска. Реверс: абстрактная композиция из стилизованных человеческих фигур и звёзд, надпись на рум. Anul european al cetățenilor. Гурт: рубчатый. Номинал: 100 леев. Материал: серебро-999. Масса: 31,1 г. Диаметр: 37 мм. Тираж: 1000 шт. |                                                                                |
| 2013 | | 125 лет со дня рождения Александра Плэмэдялэ                                   |
| 2013 | Аверс: номинал, герб и название государства, год выпуска. Реверс: памятник Стефану III Великому, портрет скульптора, его годы жизни и имя на рум. ALEXANDRU PLĂMĂDEALĂ. Гурт: рубчатый. Номинал: 50 леев. Материал: серебро-999. Масса: 13 г. Диаметр: 28 мм. Тираж: 1000 шт. |                                                                                |
| 2013 | | 125 лет со дня рождения Алексея Матеевича                                      |
| 2013 | Аверс: номинал, герб и название государства, год выпуска. Реверс: портрет Матеевича, годы жизни и имя на рум. ALEXEI MATEEVICI. Гурт: рубчатый. Номинал: 50 леев. Материал: серебро-999. Масса: 13 г. Диаметр: 28 мм. Тираж: 1000 шт. |                                                                                |
| 2013 | | 20 лет со дня введения национальной валюты                                     |
| 2013 | Аверс: номинал, герб и название государства, год выпуска, национальный орнамент, эмблема НБМ. Реверс: портрет Стефана III, национальный орнамент, название Национального банка на рум. BANCA NAȚIONALĂ A MOLDOVEI, надпись на рум. 20 de ani de la introducerea monedei naționale în Republica Moldova, круг, внутри него — символ победы — «V» и фрагмент текста песни на рум. PE-UN PICIOR DE PLAI, PE-O GURĂ DE RAI.... Гурт рубчатый. Номинал: 100 леев. Материал: серебро-999. Масса: 28,28 г. Размеры: 40×28 мм. Тираж: 2000 шт. |                                                                                |
| 2013 | | 1900 лет со дня воздвижения Колонны Траяна                                     |
| 2013 | Аверс: номинал, герб и название государства, год выпуска. Реверс: колонна Траяна, надпись на рум. 1900 DE ANI DE LA INAUGURAREA COLUMNEI LUI TRAIAN. Гурт: рубчатый. Номинал: 100 леев. Материал: серебро-999. Масса: 31,1 г. Диаметр: 37 мм. Тираж: 2000 шт. |                                                                                |
| 2014 | | 20 лет Конституции                                                             |
| 2014 | Аверс: номинал, герб и название государства, год выпуска. Реверс: стилизованное изображение книги, четыре голубя, герб Конституционного суда Молдавии, надписи на рум. CONSTITUȚIA REPUBLICII MOLDOVA и рум. ADOPTAREA CONSTITUȚIEI REPUBLICII MOLDOVA 20 ANI. Гурт: рубчатый. Номинал: 100 леев. Материал: серебро-999. Масса: 13 г. Диаметр: 28 мм. Тираж: 1000 шт. |                                                                                |
| 2014 | | 125 лет со дня основания Национального музея этнографии и естественной истории |
| 2014 | Аверс: номинал, герб и название государства, год выпуска. Реверс: фасад здания музея, надпись на рум. MUZEUL NAȚIONAL DE ETNOGRAFIE ȘI ISTORIE NATURALĂ 125 ANI. Гурт: рубчатый. Номинал: 50 леев. Материал: серебро-999. Масса: 16,5 г. Диаметр: 30 мм. Тираж: 500 шт. |                                                                                |
| 2014 | | 75 лет со дня рождения Дмитрия Матковского                                     |
| 2014 | Аверс: номинал, герб и название государства, год выпуска. Реверс: изображение древа жизни, книга, портрет Матковского, годы жизни и имя на рум. DUMITRU MATCOVSCHI. Гурт: рубчатый. Номинал: 100 леев. Материал: серебро-999. Масса: 13 г. Диаметр: 28 мм. Тираж: 1000 шт. |                                                                                |
| 2014 | | 100 лет со дня рождения Тамары Чебан                                           |
| 2014 | Аверс: номинал, герб и название государства, год выпуска. Реверс: ноты, портрет Чебан, годы жизни и имя на рум. TAMARA CIOBANU. Гурт: рубчатый. Номинал: 50 леев. Материал: серебро-999. Масса: 13 г. Диаметр: 28 мм. Тираж: 500 шт. |                                                                                |

### Другие серебряные монеты, 2015—2017 год
| 2015 | | 100 лет со дня рождения Марии Биешу               |
| 2015 | Аверс: номинал, герб и название государства, год выпуска. Реверс: изображение Марии Биешу в роли Чио-Чио-Сан, годы жизни и имя на рум. MARIA BIEȘU. Гурт: рубчатый. Номинал: 50 леев. Материал: серебро-999. Масса: 16,5 г. Диаметр: 30 мм. Тираж: 500 шт. |                                                   |
| 2015 | | 80 лет со дня рождения Григоре Виеру              |
| 2015 | Аверс: номинал, герб и название государства, год выпуска. Реверс: портрет Григоре Виеру, три книги и перо, годы жизни и имя на рум. GRIGORE VIERU. Гурт: рубчатый. Номинал: 50 леев. Материал: серебро-999. Масса: 31,1 г. Диаметр: 37 мм. Тираж: 1000 шт. |                                                   |
| 2015 | | 100 лет со дня рождения Константина Константинова |
| 2015 | Аверс: номинал, герб и название государства, год выпуска. Реверс: портрет Константина Константинова, театральные маски, годы жизни и имя на рум. CONSTANTIN CONSTANTINOV. Гурт: рубчатый. Номинал: 50 леев. Материал: серебро-999. Масса: 13 г. Диаметр: 28 мм. Тираж: 500 шт. |                                                   |
| 2016 | | 25 лет независимости                              |
| 2016 | Аверс: номинал, герб и название государства, год выпуска. Реверс: Декларация о независимости, памятник Стефану Великому в Кишинёве, надпись на рум. 25 ANI PROCLAMARAEA INDEPENDENȚEI REPUBLICII MOLDOVA. Гурт: рубчатый. Номинал: 100 леев. Материал: серебро-999. Масса: 31,1 г. Диаметр: 37 мм. Тираж: 300 шт.                                                                                    |                                                   |
| 2016 | | 100 лет со дня рождения Михаила Греку             |
| 2016 | Аверс: номинал, герб и название государства, год выпуска. Реверс: портрет художника, годы его жизни (1916—1998) и имя на рум. Mihail Grecu. Гурт: рубчатый. Номинал: 50 леев. Масса: 13 г. Диаметр: 28 мм. Тираж: 200 шт. |                                                   |
| 2016 | | 300 лет «Описанию Молдавии» Дмитрия Кантемира     |
| 2016 | Аверс: номинал, герб и название государства, год выпуска. Реверс: портрет Кантемира на фоне раскрытой книги, название сочинения на лат. Descriptio antiqui et hodierni status Moldaviae и рум. DESCRIEREA MOLDOVEI, надпись на рум. 300 de ani, год написания работы (1716) и имя автора на рум. Dimitrie Cantemir. Гурт: рубчатый. Номинал: 100 леев. Масса: 31,1 г. Диаметр: 37 мм. Тираж: 250 шт. |                                                   |
| 2017 | | 100 лет со дня основания Сфатул Цэрий             |
| 2017 | Аверс: номинал, герб и название государства, год выпуска. Реверс: здание 3-й мужской гимназии в Кишинёве, в которой действовал орган, надпись на рум. 100 DE ANI DE LA ÎNFIINȚAREA SFATULUI ȚĂRII и годы юбилея (1917 2017). Гурт: рубчатый. Номинал: 100 леев. Масса: 31,1 г. Диаметр: 37 мм. Тираж: 750 шт.                                                                                        |                                                   |

## Монеты из золота
Все монеты чеканятся из золота 999 пробы.

### Серия «Аллея Классиков в парке Стефана Великого г. Кишинёва»
На аверсе монет серии изображены номинал, герб и название государства, год выпуска; на реверсе — портрет деятеля культуры, его имя на румынском языке и годы жизни.
Монеты номиналом 100 леев имеют массу 15,5 г, диаметр 28 мм и рубчатый гурт. С аналогичным дизайном также чеканятся серебряные монеты номиналом 50 леев.
| 2010 |  | Григоре Виеру рум. GRIGORE VIERU (1935—2009) Тираж: 300 шт.            |      | 2014 |                                                                        | Николай Спафарий рум. NICOLAE MILESCU-SPĂTARUL (1636—1708) Тираж: 300 шт. |
| 2011 |  | Богдан Хашдеу рум. BOGDAN PETRICEICU HASDEU (1838—1907) Тираж: 300 шт. | 2015 |      | Константин Стере рум. CONSTANTIN STERE (1865—1936) Тираж: 300 шт.      |                                                                           |
| 2012 |  | Ион Крянгэ рум. ION CREANGĂ (1837—1889) Тираж: 300 шт.                 | 2017 |      | Михаил Когэлничану рум. MIHAIL KOGĂLNICEANU (1817—1891) Тираж: 100 шт. |                                                                           |
| 2013 |  | Адриан Пэунеску рум. ADRIAN PĂUNESCU (1943—2010) Тираж: 1000 шт.       | 2017 |      | Алексей Матеевич рум. ALEXEI MATEEVICI (1888—1917) Тираж: 100 шт.      |                                                                           |

### Другие золотые монеты
| 2004 | | 500 лет со дня смерти Стефана III Великого |
| 2004 | Аверс: номинал, герб и название государства, год выпуска. Реверс: портрет Стефана III на фоне монастыря, даты юбилея и имя на рум. · 1504 · 2004 · ȘTEFAN CEL MARE ȘI SFÎNT, надпись на рум. 500 de ani de la trecerea în eternitate. Гурт: гладкий. Номинал: 100 леев. Масса: 7,8 г. Диаметр: 24 мм. Тираж: 300 шт. | |
| 2008 | | 335 лет со дня рождения Дмитрия Кантемира |
| 2008 | Аверс: номинал, герб и название государства, год выпуска. Реверс: Кантемир, сидящий за столом, годы его жизни (1673—1723) и имя на рум. DIMITRIE CANTEMIR. Гурт: гладкий. Номинал: 100 леев. Масса: 7,8 г. Диаметр: 24 мм. Тираж: 1000 шт. | |
| 2009 | | 650 лет Молдавии |
| 2009 | Аверс: номинал, герб и название государства, год выпуска. Реверс: Сорокская крепость, корона, надпись на рум. MOLDOVA 650 ANI. Гурт: рубчатый. Номинал: 200 леев. Масса: 24,9 г. Диаметр: 37 мм. Тираж: 1000 шт. | |
| 2010 | | Дойна и Ион Алдя-Теодорович |
| 2010 | Аверс: номинал, герб и название государства, год выпуска. Реверс: портрет супругов, надпись на рум. DOINA ȘI ION ALDEA-TEODOROVICI DOUĂ INIMI GEMENE. Гурт: рубчатый. Номинал: 100 леев. Масса: 15,5 г. Диаметр: 28 мм. Тираж: 300 шт. | |
| 2012 | | 555 лет со дня вступления на престол Стефана III Великого |
| 2012 | Аверс: номинал, герб и название государства, год выпуска. Реверс: портрет Стефана III, надпись на рум. 555 de ani de la urcarea pe tron a lui Ștefan cel Mare și Sfânt. Гурт: рубчатый. Номинал: 100 леев. Масса: 15,5 г. Диаметр: 28 мм. Тираж: 1000 шт. | |
| 2013 | | 20 лет со дня введения национальной валюты |
| 2013 | Аверс: номинал, герб и название государства, год выпуска, национальный орнамент, эмблема НБМ. Реверс: портрет Стефана III, национальный орнамент, название Национального банка на рум. BANCA NAȚIONALĂ A MOLDOVEI, надпись на рум. 20 de ani de la introducerea monedei naționale în Republica Moldova, круг, внутри него — символ победы — «V» и фрагмент текста песни на рум. PE-UN PICIOR DE PLAI, PE-O GURĂ DE RAI.... Гурт: рубчатый. Номинал: 200 леев. Масса: 15,5 г. Размеры: 40×28 мм. Тираж: 1000 шт. | |
| 2016 | | 100 лет со дня рождения Михаила Греку |
| 2016 | Аверс: номинал, герб и название государства, год выпуска. Реверс: портрет художника, годы его жизни (1916—1998) и имя на рум. Mihail Grecu. Гурт: рубчатый. Номинал: 100 леев. Масса: 7,8 г. Диаметр: 24 мм. Тираж: 100 шт. | |
| 2019 | | Аверс в центре - изображения величественной птицы, восходящей к солнечным лучам - эмблема Limba noastră, как символ возрождения национальной духовности, в верхней части - государственный герб Республики Молдова, на свободном поле, по окружности монеты выгравирована надпись 30 DE ANI LA ADOPTAREA LEGILOR DESPRE LIMBA DE STAT ȘI GRAFIA LATINĂ. Реверс в центре - номинальная стоимость 10 LEI и год эмиссии 2019 по окружности монеты выгравированы 26 прописных букв современного латинского алфавита, означая переход национального языка на латинскую графику, в верхней части, на свободном поле монеты - монограмма из заглавных букв R и M аббревиатура названия Республики Молдова в скрытом изображении скрытые изображения поочерёдно видны при наклоне реверса монеты влево-вправо, на поверхности цифры 1 монеты применён защитный элемент микро-гравюра с надписью BNM. Номинал 10 леев Масса 7,65 грамм Тираж 250000 шт. |